# Parròquia rural (Astúries)
Parròquia rural és el nom que reben les entitats locals menors del Principat d'Astúries, que gaudeixen de personalitat jurídica pròpia diferent del Concejo al qual pertanyin i que han de constituir una comunitat rural sòlida assentada en un espai territorial determinat i definit, distint de la resta, on han de concórrer interessos propis.
La iniciativa de creació correspon als seus veïns i ha de ser aprovada pel Consell de Govern del Principat d'Astúries prèvia audiència dels interessats. Les parròquies rurals tenen plena capacitat per a l'organització de la seva comunitat i la gestió i administració dels seus béns, a més de totes aquelles que el Concejo o el Govern del Principat li deleguin. La parròquia es regeix per un President i una Junta.
El president compleix funcions similars a les d'un Alcalde dintre de la parròquia i la Junta les d'un Ple municipal. La Junta estarà composta per un nombre no inferior a dos ni superior al terç de Regidors previstos en el municipi del qual formin part, triats segons els resultats de les eleccions municipals per a aquest districte electoral.
El President és escollit de forma directa pels veïns. En ambdós casos, el mandat és de quatre anys. Per extensió es denominen així les entitats locals menors del Principat d'Astúries que tramiten o poden tramitar la qualificació oficial de parròquia i que, en ús comú del llenguatge, així són denominades, si bé en aquest cas no gaudeixen de personalitat jurídica distinta del concejo al qual pertanyen.